# Градиентные методы
Градие́нтные ме́тоды — численные методы итерационного приближения к экстремумам функции с помощью её градиента.

## Постановка задачи решения системы уравнений в терминахметодов оптимизации
Задача решения системы уравнений:
{\displaystyle \left\{{\begin{array}{lcr}f_{1}(x_{1},x_{2},\ldots ,x_{n})&=&0\\\ldots &&\\f_{n}(x_{1},x_{2},\ldots ,x_{n})&=&0\end{array}}\right.}(1)
с {\displaystyle n} {\displaystyle x_{1},x_{2},\ldots ,x_{n}} эквивалентна задаче минимизации функции
{\displaystyle F(x_{1},x_{2},\ldots ,x_{n})\equiv \sum _{i=1}^{n}|f_{i}(x_{1},x_{2},...,x_{n})|^{2}} (2)
или какой-либо другой возрастающей функции от абсолютных величин {\displaystyle |f_{i}|} невязок (ошибок) {\displaystyle f_{i}=f_{i}(x_{1},x_{2},\ldots ,x_{n})}, {\displaystyle i=1,2,\ldots ,n}. Задача отыскания минимума (или максимума) функции {\displaystyle n} переменных и сама по себе имеет большое практическое значение.
Для решения этой задачи итерационными методами начинают с произвольных значений
{\displaystyle x_{i}^{[0]}(i=1,2,...,n)} и строят последовательные приближения:
{\displaystyle {\vec {x}}^{[j+1]}={\vec {x}}^{[j]}+\lambda ^{[j]}{\vec {v}}^{[j]}}
или покоординатно:
{\displaystyle x_{i}^{[j+1]}=x_{i}^{[j]}+\lambda ^{[j]}v_{i}^{[j]},\quad i=1,2,\ldots ,n,\quad j=0,1,2,\ldots } (3)
которые сходятся к некоторому решению {\displaystyle {\vec {x}}^{[k]}} при {\displaystyle {j\to \infty }}.
Различные методы отличаются выбором «направления» для очередного шага, то есть выбором отношений
{\displaystyle v_{1}^{[j]}:v_{2}^{[j]}:\ldots :v_{n}^{[j]}}.
Величина шага (расстояние, на которое надо передвинуться в заданном направлении в поисках экстремума) определяется значением параметра {\displaystyle \lambda ^{[j]}}, минимизирующим величину {\displaystyle F(x_{1}^{[j+1]},x_{2}^{[j+1]},\ldots ,x_{n}^{[j+1]})} как функцию от {\displaystyle \lambda ^{[j]}}. Эту функцию обычно аппроксимируют её тейлоровским разложением или интерполяционным многочленом по трем-пяти выбранным значениям {\displaystyle \lambda ^{[j]}}. Последний метод применим для отыскания max и min таблично заданной функции
{\displaystyle F(x_{1},x_{2},...,x_{n})}.

## Градиентные методы
Основная идея методов заключается в том, чтобы идти в направлении наискорейшего спуска, а это направление задаётся антиградиентом: {\displaystyle -\nabla F}:
{\displaystyle {\overrightarrow {x}}^{[j+1]}={\overrightarrow {x}}^{[j]}-\lambda ^{[j]}\nabla F({\overrightarrow {x}}^{[j]})},
где {\displaystyle \lambda ^{[j]}} выбирается:
- постоянной, в этом случае метод может расходиться;
- дробным шагом, то есть длина шага в процессе спуска делится на некое число;
- наискорейшим спуском: {\displaystyle \lambda ^{[j]}=\mathrm {argmin} _{\lambda }\,F({\vec {x}}^{[j]}-\lambda \nabla F({\vec {x}}^{[j]}))}.

### Метод наискорейшего спуска (методградиента)
Выбирают {\displaystyle v_{i}^{[j]}=-{\frac {\partial F}{\partial x_{i}}}}, где все производные вычисляются при {\displaystyle x_{i}=x_{i}^{[j]}}, и уменьшают длину шага {\displaystyle \lambda ^{[j]}} по мере приближения к минимуму функции {\displaystyle F}.
Для аналитических функций {\displaystyle F} и малых значений {\displaystyle f_{i}} тейлоровское разложение {\displaystyle F(\lambda ^{[j]})} позволяет выбрать оптимальную величину шага
{\displaystyle \lambda ^{[j]}={\frac {\sum _{k=1}^{n}({\frac {\partial F}{\partial x_{k}}})^{2}}{\sum _{k=1}^{n}\sum _{h=1}^{n}{\frac {\partial ^{2}F}{\partial x_{k}dx_{h}}}{\frac {\partial F}{\partial x_{k}}}{\frac {\partial F}{\partial x_{h}}}}}},   (5)
где все производные вычисляются при {\displaystyle x_{i}=x_{i}^{[j]}}. Параболическая интерполяция функции {\displaystyle F(\lambda ^{[j]})} может оказаться более удобной.

#### Алгоритм
1. Задаются начальное приближение и точность расчёта {\displaystyle {\vec {x}}^{0}\!,\,\epsilon }
2. Рассчитывают {\displaystyle {\vec {x}}^{[j+1]}={\vec {x}}^{[j]}-\lambda ^{[j]}\nabla F\left({\vec {x}}^{[j]}\right)}, где {\displaystyle \lambda ^{[j]}=\mathrm {argmin} _{\lambda }\,F\left({\vec {x}}^{[j]}-\lambda \nabla F\left({\vec {x}}^{[j]}\right)\right)}
3. Проверяют условие останова:
  - если {\displaystyle \left|{\vec {x}}^{[j+1]}-{\vec {x}}^{[j]}\right|>\epsilon }, то {\displaystyle j=j+1} и переход к шагу 2;
  - иначе {\displaystyle {\vec {x}}={\vec {x}}^{[j+1]}} и останов.

### Метод покоординатного спуска Гаусса — Зейделя
Этот метод назван по аналогии с методом Гаусса — Зейделя для решения системы линейных уравнений.
Улучшает предыдущий метод за счёт того, что на очередной итерации спуск осуществляется постепенно вдоль каждой из координат, однако теперь необходимо вычислять новые {\displaystyle \lambda \quad n} раз за один шаг.

#### Алгоритм
1. Задаются начальное приближение и точность расчёта {\displaystyle {\vec {x}}_{0}^{0},\quad \varepsilon }
2. Рассчитывают {\displaystyle \left\{{\begin{array}{lcr}{\vec {x}}_{1}^{[j]}&=&{\vec {x}}_{0}^{[j]}-\lambda _{1}^{[j]}{\frac {\partial F({\vec {x}}_{0}^{[j]})}{\partial x_{1}}}{\vec {e}}_{1}\\\ldots &&\\{\vec {x}}_{n}^{[j]}&=&{\vec {x}}_{n-1}^{[j]}-\lambda _{n}^{[j]}{\frac {\partial F({\vec {x}}_{n-1}^{[j]})}{\partial x_{n}}}{\vec {e}}_{n}\end{array}}\right.}, где {\displaystyle \lambda _{i}^{[j]}=\mathrm {argmin} _{\lambda }\,F\left({\vec {x}}_{i-1}^{[j]}-\lambda ^{[j]}{\frac {\partial F({\vec {x}}_{i-1}^{[j]})}{\partial x_{i}}}{\vec {e}}_{i}\right)}
3. Проверяют условие остановки:
  - если {\displaystyle |{\vec {x}}_{n}^{[j]}-{\vec {x}}_{0}^{[j]}|>\varepsilon }, то {\displaystyle {\vec {x}}_{0}^{[j+1]}={\vec {x}}_{n}^{[j]},\quad j=j+1} и переход к шагу 2;
  - иначе {\displaystyle {\vec {x}}={\vec {x}}_{n}^{[j]}} и останов.

### Метод сопряжённых градиентов
Метод сопряженных градиентов основывается на понятиях прямого метода многомерной оптимизации — метода сопряжённых направлений.
Применение метода к квадратичным функциям в {\displaystyle \mathbb {R} ^{n}} определяет минимум за {\displaystyle n} шагов.

#### Алгоритм
1. Задаются начальным приближением и погрешностью: {\displaystyle {\vec {x}}_{0},\quad \varepsilon ,\quad k=0}
2. Рассчитывают начальное направление: {\displaystyle j=0,\quad {\vec {S}}_{k}^{j}=-\nabla f({\vec {x}}_{k}),\quad {\vec {x}}_{k}^{j}={\vec {x}}_{k}}
3. {\displaystyle {\vec {x}}_{k}^{j+1}={\vec {x}}_{k}^{j}+\lambda {\vec {S}}_{k}^{j},\quad \lambda =\arg \min _{\lambda }f({\vec {x}}_{k}^{j}+\lambda {\vec {S}}_{k}^{j}),\quad {\vec {S}}_{k}^{j+1}=-\nabla f({\vec {x}}_{k}^{j+1})+\omega {\vec {S}}_{k}^{j},\quad \omega ={\frac {||\nabla f({\vec {x}}_{k}^{j+1})||^{2}}{||\nabla f({\vec {x}}_{k}^{j})||^{2}}}}
  - Если {\displaystyle ||{\vec {S}}_{k}^{j+1}||<\varepsilon } или {\displaystyle ||{\vec {x}}_{k}^{j+1}-{\vec {x}}_{k}^{j}||<\varepsilon }, то {\displaystyle {\vec {x}}={\vec {x}}_{k}^{j+1}} и останов.
  - Иначе
    - если {\displaystyle (j+1)<n}, то {\displaystyle j=j+1} и переход к 3;
    - иначе {\displaystyle {\vec {x}}_{k+1}={\vec {x}}_{k}^{j+1},\quad k=k+1} и переход к 2.